# Culpa (sentimento)

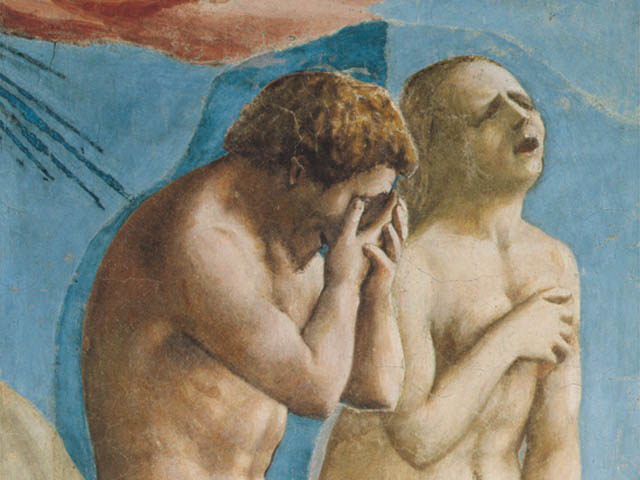
Expulsão de Adão e Eva do Jardim do Éden.

O sentimento de culpa é o sofrimento obtido após reavaliação de um comportamento passado tido como reprovável por si mesmo. A base deste sentimento, do ponto de vista psicanalítico, é a frustração causada pela distância entre o que não fomos e a imagem criada pelo superego daquilo que achamos que deveríamos ter sido.
Há também outra definição para "sentimento de culpa", quando se viola a consciência moral pessoal (ou seja, quando pecamos e erramos), surge o sentimento de culpa.
Para a Psicologia Humanista-existencial, especialmente a da linha rogeriana, a culpa é um sentimento como outro qualquer e que pode ser "trabalhado" terapeuticamente ao se abordar este sentimento com aquele que sofre. Para esta linha de Psicologia, um sentimento como esse, quando chega a ser considerado um obstáculo por aquele que o sente, é resultado de um inadequado crescimento pessoal mas não é considerado uma psicopatologia. Para os rogerianos, todas as pessoas têm uma tendência a atualização que se dirige para a plena auto realização; sendo assim, o sentimento de culpa pode ser apenas limitação momentânea no processo de auto realização.
É bastante concebível que tampouco o sentimento de culpa produzido pela civilização seja percebido como tal, e em grande parte permaneça inconsciente, ou apareça como uma espécie de mal-estar, uma insatisfação, para a qual as pessoas buscam outras motivações. As religiões, pelo menos, nunca desprezaram o papel desempenhado na civilização pelo sentimento de culpa.
O sentimento de culpa, a severidade do superego, é, portanto, o mesmo que a severidade da consciência. É a percepção que o ego tem de estar sendo vigiado dessa maneira, a avaliação da tensão entre os seus próprios esforços e as exigências do superego. É o ponto-chave do texto "Mal-estar na civilização" de Sigmund Freud.

## Sentido religioso
O sentido religioso de culpa, pelo qual um ato da pessoa recebe uma avaliação negativa da divindade, por consistir na transgressão de um tabu ou de uma norma religiosa. A sanção religiosa é um ato social, e pode corresponder a repreensão e pena objetivas. De outra parte, a culpa religiosa compreende também um estado psicológico, existencial e subjetivo, que propõe a busca de expiação de faltas ante o sagrado como parte da própria experiência religiosa. O termo pecado está geralmente ligado à culpa, no sentido religioso sendo a culpa consequência do pecado cometido e arrependido por quem o cometeu.
Por outro lado, a religião, principalmente o cristianismo, trata a culpa como um sentimento necessário ao arrependimento e a melhoria pessoal do infrator pois o mesmo alcança a mudança apenas se reconhecer como inadequado o ato cometido.
Conforme II Coríntios capítulo 7 verso 10, a culpa ou tristeza leva ao arrependimento para a salvação daquele que está amparado por Deus ao contrário do indivíduo, que sem este amparo, tem a culpa ou tristeza proveniente do mundo que o leva para a morte.
A consequência da culpa poderá ser a mudança pessoal amparada por Deus que livra-nos do pecado e das dores ou a autopunição consciente ou inconsciente daquele que carrega consigo sozinho toda a sua culpa.